# Autorité des télécommunications au Pakistan
L'Autorité des télécommunications au Pakistan (ou PTA d'après l'anglais Pakistan Telecommunications Authority) est un organisme gouvernemental chargé de réglementer l'établissement, l'exploitation et la maintenance des télécommunications au Pakistan. Basée à Islamabad, la PTA possède également des bureaux régionaux à Karachi, Lahore, Peshawar, Quetta, Muzaffarabad et Rawalpindi.
En novembre 2013, la PTA a indiqué que le nombre total d'abonnements aux téléphones cellulaires avait atteint 132 millions, avec une augmentation de 25 millions de nouveaux numéros au cours des deux dernières années,. 

## Histoire
L'ordonnance de 1994 sur les télécommunications du Pakistan a établi le principal cadre réglementaire pour l'industrie des télécommunications, y compris la création d'une autorité. Par la suite, la loi n°17 sur la réorganisation des télécommunications a été promulguée en 1996 et visait à réorganiser le secteur des télécommunications au Pakistan. En vertu de la loi de 1996, la PTA a été créée en 1996 pour réglementer la création, l'exploitation et la maintenance des systèmes de télécommunications et la fourniture de services de télécommunications.

## Fonctions
Les objectifs de la PTA sont :
- de réglementer l'établissement, l'exploitation et la maintenance des systèmes de télécommunications et la fourniture de services de télécommunications au Pakistan ;
- de recevoir et traiter rapidement les demandes d'utilisation du spectre radioélectrique ;
- de promouvoir et protéger les intérêts des utilisateurs des services de télécommunications au Pakistan ;
- de promouvoir la disponibilité d'une large gamme de services de télécommunications de haute qualité, efficaces, rentables et compétitifs dans tout le Pakistan ;
- de promouvoir la modernisation rapide des systèmes de télécommunications et des services de télécommunications ;
- d'enquêter et de statuer sur les plaintes et autres réclamations formulées contre les titulaires de licence en raison de violations présumées des dispositions de la présente loi, les règles établies et les licences qui y sont délivrées et prendre des mesures en conséquence ;
- de livrer des recommandations au gouvernement fédéral sur les politiques en matière de télécommunications internationales et fournir un soutien pour la participation aux réunions internationales et les accords à exécuter en ce qui concerne l'acheminement du trafic international et les règlements comptables[4].

## Responsabilités
Dans l'exercice de ses fonctions et pouvoirs en vertu de la loi, l'autorité veille à : 
- protéger les droits des licenciés ;
- prendre toutes ses décisions de manière ouverte, équitable, non discriminatoire, cohérente et transparente ;
- traiter toutes les demandes qui lui sont adressées ;
- aviser les personnes concernées par les décisions avec la possibilité d'être entendues ;
- encourager une concurrence loyale dans le secteur des télécommunications sous réserve du droit exclusif de la société sur le service téléphonique de base ;
- sauvegarder et protéger l'intérêt des utilisateurs des services de télécommunications.

## Licence

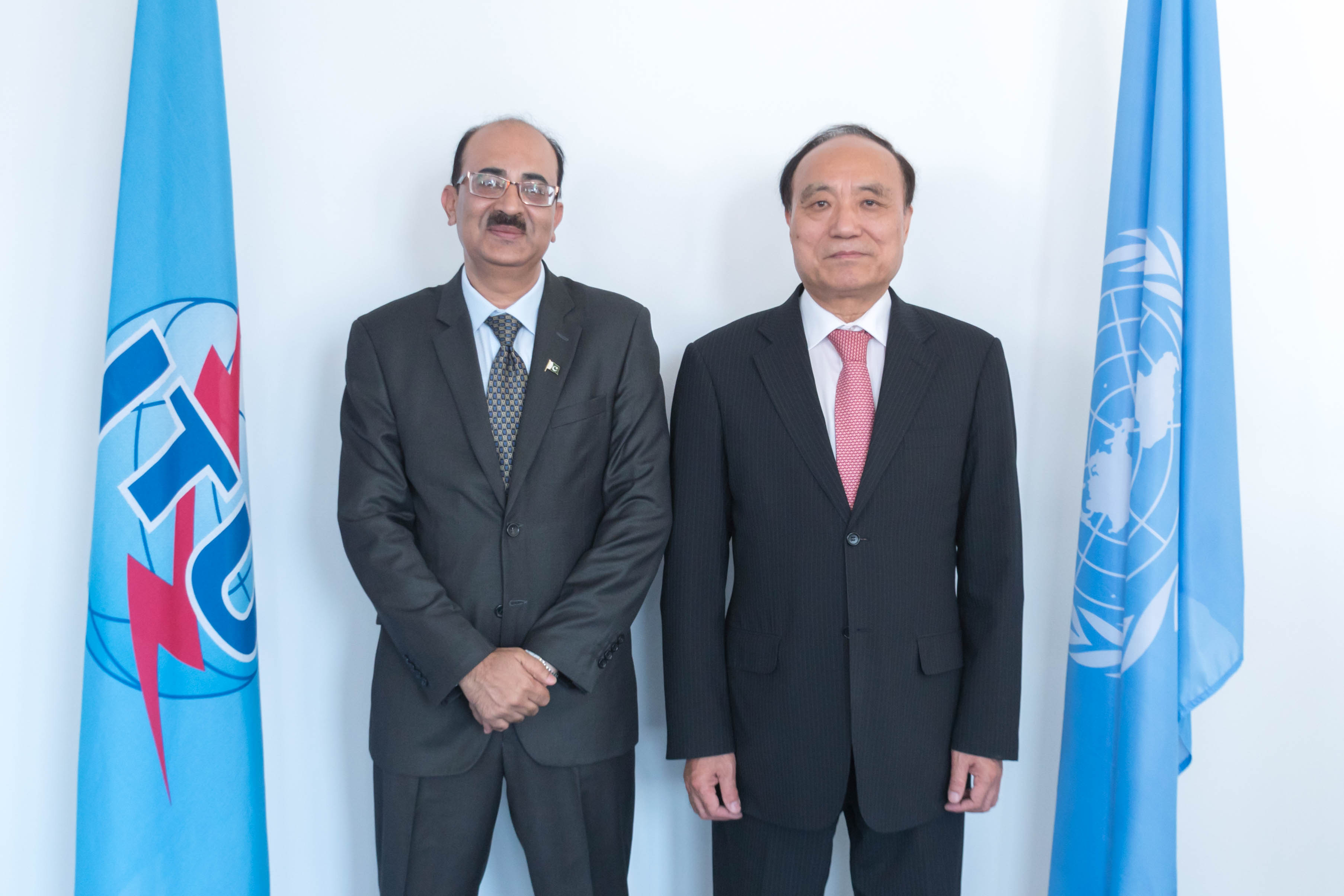
Le président par intérim Muhammad Naveed avec Houlin Zhao en 2018

PTA a attribué un certain nombre de licences de téléphonie fixe et mobile à des opérateurs pour des services au Pakistan. Cela s'est produit lors de trois enchères par les services mobiles de nouvelle génération. 

### Enchères NGMS 2014
La PTA effectue une vente aux enchères pour les services 3G et 4G en 2014. Une licence 4G et trois licences 3G sont mises aux enchères le 23 avril 2014, La licence 4G est accaparée par Zong (ainsi que licence 3G à 10 MHz), tandis que les licences 3G sont vendues aux enchères à Telenor (5 MHz), Mobilink (10 MHz) et Ufone (5 MHz). Alors que Warid Pakistan est le seul opérateur au Pakistan à ne pas soumissionner aux enchères, Warid commence ultérieurement les services LTE en utilisant une licence neutre en technologie acquise précédemment. L'enchère a permis de récolter un total de 1,22 milliard de dollars, dont 10 % de taxe anticipée pour le gouvernement du Pakistan.

### Enchères NGMS 2016
Une autre vente aux enchères a lieu le 20 juin pour un bloc 10 MHz dans une bande de 850 MHz (bande 5), le prix de base est fixé à 395 millions de dollars. Telenor Pakistan est le seul enchérisseur aux enchères et remporte la licence pour le 850 MHz qu'il utilise désormais pour la 3G (HSPA+) et le LTE.

### Enchères NGMS 2017
PTA prévoit de tenir une autre vente aux enchères le 16 mai 2017 pour mettre aux enchères un bloc 10 MHz dans la bande de 1 800 MHz (bande 3), qui n'a pas été vendue lors de l'enchère NGMS de 2014.
Le prix de base est fixé à 295 millions USD. 
Il est mentionné pour la première fois qu'Ufone peut être le seul opérateur à participer à l'enchère NGMS 2017 mais le 24 avril 2017, les responsables de la PTA révèlent que tous les opérateurs de télécommunications montrent un grand intérêt pour le spectre disponible et la vente aux enchères est reportée au 24 mai 2017 à la demande de tous les opérateurs de télécommunications.
Contrairement aux rumeurs et déclarations antérieures, le seul opérateur à soumissionner pour le spectre 4G de 1 800 MHz lors de l'enchère de 2017 est Jazz, les autres opérateurs, Telenor, Zong et Ufone n'ayant soumis aucune candidature et une déclaration de PTA mentionnant que Jazz était le seul opérateur à avoir déposé la demande avant la date limite fixée au 17 mai 2017,. 
Le 18 mai 2017, Jazz remporte la vente aux enchères du spectre 4G. Le spectre lui est officiellement attribué après le paiement de la redevance,.

## Blocage de contenu
La PTA, en tant que régulateur national des télécommunications, peut ordonner le blocage de l'accès à des sites.
Les contenus à bloquer par la PTA seraient proposés ou indiqués par un Comité interministériel sur l'évaluation des sites internet.
Facebook est bloqué au Pakistan pendant deux semaines en 2010. Twitter est bloqué en mai 2012,.
La PTA a bloqué l'accès à YouTube entre septembre 2012 et janvier 2016. Le blocage avait été fait car YouTube proposait un film « anti-islam », L'Innocence des musulmans, dont la mise en ligne avait causé des émeutes au Pakistan et la mort d'une vingtaine de personnes. La levée du blocage est la suite de la mise en place par YouTube d'un système pour permettre à la PTA de demander le blocage de contenus.
En mai 2014, la PTA obtient que Twitter bloque l'accès à des contenus jugés « blasphématoires » et à des comptes de stars du porno pour les utilisateurs du Pakistan.
TikTok est bloqué pendant 10 jours en octobre 2020 à la suite de différentes plaintes contre le contenu « immoral » ou « indécent » diffusé sur le site. Pour obtenir le déblocage du site, l'équipe de TikTok promet de bloquer les comptes qui diffusent du contenu jugé « obscène et immoral » ou qui se moquent des « valeurs sociétales » et convainc la PTA. Les conditions opaques de la réouverture de TikTok sont critiquées par Nighat Dad, une militante pakistanaise des droits et libertés sur Internet. Elle décrit ce blocage et déblocage comme un « exercice illégal du pouvoir » par la PTA
En mars 2021, la PTA bloque TikTok à la suite d'un jugement de la cour de Peshawar. Il est reproché à TikTok de diffuser un contenu « indécent ».
En avril 2021, de violentes manifestations se déroulent au Pakistan contre la France, à la suite des propos du président français Emmanuel Macron qui défend le « droit à la caricature », en particulier contre le prophète Mahomet. Le gouvernement ordonne à la PTA de bloquer pour la journée différents réseaux sociaux et applications de messagerie : Twitter, Facebook, WhatsApp et YouTube.
Le 1er février 2023, l'accès à Wikipédia au Pakistan est dégradé en raison d'un contenu jugé blasphématoire. La PTA menace d'interdire tout accès à l'encyclopédie si ce contenu (non spécifié publiquement par la PTA) n'est pas retiré,. Une partie du contenu est retiré mais la menace est mise à exécution le 3 février dans la soirée,. Lundi 6, le Premier ministre pakistanais Shehbaz Sharif demande que la mesure de blocage soit levée,.
À partir du 17 février 2024, la PTA bloque l'accès à Twitter pour lutter contre des rumeurs de fraudes lors des élections législatives de 2024. Une plainte est déposée devant la Haute cour du Sindh (en) contre la PTA.